# Папирня (Золочевский район)
Папирня (укр. Папірня) — село в Золочевской городской общине Золочевского района Львовской области Украины.
Население по переписи 2001 года составляло 26 человек. Занимает площадь 0,215 км². Почтовый индекс — 80713. Телефонный код — 3265.